# 白鳥哲也 (アナウンサー)
白鳥 哲也（しらとり てつや、1972年8月14日 - ）は、NHKのチーフアナウンサー。

## 人物
宮崎県立都城西高等学校を経て早稲田大学を卒業後、1995年入局。

## 現在の担当番組
- 情報WAVEかごしま（キャスター：2022年4月 - ）[1]
- 鹿児島県のニュース
- 緊急報道（鹿児島放送局発）

## 過去の担当番組
長崎放送局時代
- 長崎県のニュース・中継・リポート

京都放送局時代
- 京都府の中継・リポート等

松山放送局時代
- 愛媛県・四国地方のニュース

沖縄放送局時代（2008年8月 - 2012年7月）
- 沖縄県のニュース・中継・リポート
- ハイサイ!ニュース610（「ナマからハイサイ!」担当）

ラジオセンター時代（ディレクター業務）
東京アナウンス室時代（1度目）（2014年7月 - 2015年度）
- ニュース シブ5時（リポーター：2016年1月 - 2016年3月）
- ラジオニュース

宮崎放送局時代（2016年度 - 2019年度）
- NHKニュース イブニング宮崎（キャスター：2016年4月 - 2020年3月19日）
- 宮崎県のニュース

東京アナウンス室時代（2度目）（2020年度 - 2021年度）
- きょうの健康 司会（2020年4月 -  2022年3月）

鹿児島放送局時代（2022年度 - ）
- ニュース845福岡（2023年2月8日・応援派遣要員） - 福岡局より
- はっけんラジオ - 福岡局より
  - 「健康講座・コロナ後の子供に異変!生命に危険も!」（2023年2月8日）
- ラジオニュース（九州沖縄、R1・FM）の泊まり勤務担当（2023年2月9日 - 2月10日・応援派遣要員）[注釈 1]
- かごスピ
  - Special「ここがヘンだよ!鹿児島のジェンダー」司会（2023年5月26日）
- 大雨関連特設ニュース（2023年7月3日） - 鹿児島放送局より鹿児島県内の災害状況を伝えた（全国放送）
- 台風6号関連特設ニュース（2023年8月8日・9日、九州沖縄地方） - 鹿児島放送局より鹿児島県内の災害状況を伝えた[注釈 2]